# Église Saint-Athernase de Leuchars
L’église Saint-Athernase (anglais : St Athernase Church) est une église écossaise située à Leuchars, dans le Fife.

## Architecture
Le chœur et l’abside semi-circulaire de cette église de style normand datent du XIIe siècle. L’extérieur comporte des arcades aveugles avec des arches typiquement normandes. Un clocher a été ajouté vers 1700, et la restauration de la nef a été réalisée en 1858.
A l’intérieur se trouvent un fragment d'une croix picte du IXe siècle, découverte à proximité du village et comparable à la grande collection de la cathédrale de St Andrews, et trois pierres tombales appartenant aux lairds locaux, les Bruces d'Earlshall, datant du XVIe siècle ; l’une d’entre elles montre une figure de plain-pied d’une femme, de facture naïve, mais précieuse pour documenter les robes de cette époque.

## Origine du nom
On a longtemps pensé que cette église accordée en 1185 par Ness, seigneur de Lochore, aux chanoines de Saint-Andrews, avait été dédiée au saint peu connu Athernase, sur la foi de la lecture fautive faite au XIXe siècle d’une liste de dédicaces d’églises dans le Registre du prieuré de Saint-Andrews, un manuscrit médiéval aujourd’hui aux Archives nationales d'Écosse (f° 155v.) listant les églises consacrées, ou reconsacrées, par l’évêque David Bernham de Saint-Andrews dans les années 1240. La huitième église de cette liste mentionnée comme « ecclesia Sancti Johannis euangeliste et sancti Athernisci confessoris de Losceresch » (« église de saint Jean l’Évangéliste et de saint Athernase le confesseur ») n’est, en effet, pas l’église de Leuchars qui, dans les sources médiévales, est orthographiée « Lochris », « Locres », etc., mais l’église paroissiale de Lathrisk (aujourd’hui paroisse de Kettle, à Fife), orthographiée à l’origine « Losresc » (1170), « Loseresch, Losseresc » (1227), etc. « Athernase » est probablement une forme anglicisée du nom « Itharnán », qu’on retrouve également dans le « Fife », à Kilrenny, et sur l’île de May, missionnaire irlandais « mort parmi les Pictes » en 669 selon les Annals of Ulster.
Athernase est donc le saint patron de Lathrisk et non de Leuchars.
Le saint patron de Leuchars n’est pas connu avec certitude, mais certaines sources indiquent un culte médiéval local d’un saint Bonoc dont le nom est inconnu en dehors de la paroisse de Leuchars, et l’existence d’une chapelle saint Bonoc, dotée d’un aumônier, est avérée.

## Situation actuelle
Cet édifice toujours en usage comme église paroissiale de l'Église d'Écosse est ouverte au public en été et à d’autres périodes après accord préalable.
L'église St Athernase était en rénovation lors d'un chantier prévu de 2014 à 2017.